# DVB-S
In telecomunicazioni il DVB-S, acronimo di Digital Video Broadcasting - Satellite, è lo standard del consorzio europeo DVB per una modalità di trasmissione televisiva satellitare. Il sistema prevede la trasmissione in modalità broadcast di un flusso audio/video digitale della famiglia MPEG-2, utilizzando un sistema di modulazione QPSK con codifica di canale concatenata. È il sistema di trasmissione tipico di chi riceve programmi televisivi da satellite attraverso la nota antenna parabolica posta all'esterno dell'edificio ed il decoder satellitare all'interno.

## Descrizione tecnica del sistema di trasmissione

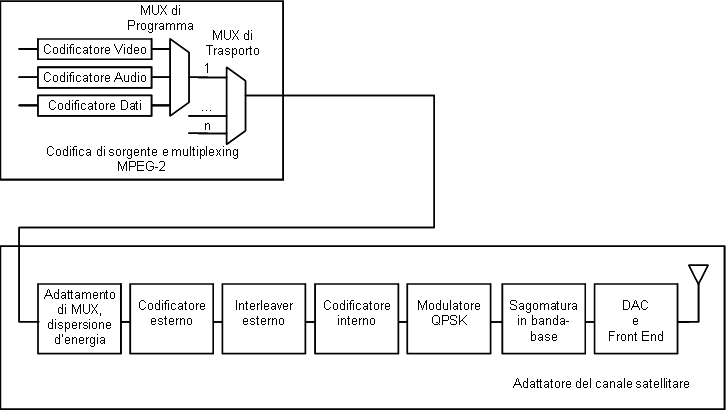
Schema a blocchi di un sistema di trasmissione DVB-S

Con riferimento alla figura, descriviamo brevemente le caratteristiche e lo scopo di ciascun blocco di elaborazione.
- Codifica di sorgente e multiplazione (MUX) MPEG-2: un flusso video, uno audio e uno dati sono multiplati insieme a costituire un flusso di programma MPEG-2 PS (MPEG-2 Programme Stream). Uno o più flussi di programma costituiscono un flusso di trasporto MPEG-2 TS (MPEG-2 Transport Stream); tale flusso rappresenta la sequenza digitale che viene trasmessa e ricevuta nei set-top box (STB) domestici. Il bit rate ammessa per il trasporto MPEG-2 dipende principalmente dalla larghezza di banda del transponder posto a bordo del satellite: essa può variare da circa 19 a circa 68 Mbps (si veda la figura in fondo per l'elenco completo).
- Adattamento di MUX e dispersione d'energia: il flusso di trasporto MPEG-2 viene identificato come una sequenza di pacchetti dati di lunghezza fissa pari a 188 byte. Con una tecnica chiamata dispersione d'energia (scrambling), la sequenza di byte viene quindi non correlata.
- Codificatore esterno: un primo livello di protezione viene fornito ai dati trasmessi, usando un codice a blocchi non binario di tipo Reed-Solomon RS(204,188), che permette la correzione di un massimo di 8 byte errati per ogni pacchetto di 188 byte.
- Interleaver esterno: si utilizza una tecnica di interleaving convoluzionale per mescolare la sequenza di dati trasmessa, in modo da renderla più robusta in caso di lunghe sequenze di errori.
- Codificatore interno: un secondo livello di protezione è affidato all'uso di un codice convoluzionale binario con perforazione, che spesso viene indicato nei set-top box con il termine FEC (Forward Error Correction). I valori di codifica ammessi sono cinque: 1/2, 2/3, 3/4, 5/6, 7/8.
- Modulatore QPSK: questo blocco effettua la modulazione in banda-base digitale della sequenza di bit, producendo una sequenza di simboli. Il metodo di modulazione utilizzato è QPSK.
- Sagomatura in banda-base: il segnale QPSK è opportunamente filtrato con un filtro a coseno rialzato, che permette di diminuire le interferenze mutue del segnale in ricezione.
- DAC e front-end: il segnale digitale viene opportunamente trasformato in un segnale analogico, grazie ad un convertitore digitale-analogico (DAC, Digital to Analog Converter), ed infine modulato a frequenza radio (11-12 GHz) dal front end ad RF.

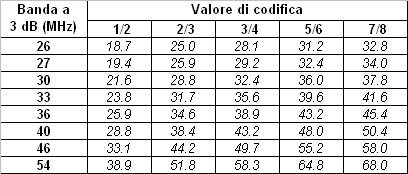
Bit rate disponibili per un sistema DVB-S, assumendo un rapporto tra banda a -3 dB e symbol rate pari a 1.28 (modulazione QPSK e coefficiente di roll-off pari a 0.28). I valori espressi in corsivo sono in Mbps.

## Descrizione tecnica del sistema di ricezione
In ricezione, il set-top box contiene tutti i circuiti necessari ad effettuare la demodulazione e la decodifica del segnale ricevuto, utilizzando tecniche duali a quelle descritte per la trasmissione.
- Front-end e ADC: il segnale analogico ad RF viene portato in banda base e trasformato in un segnale digitale, grazie all'uso di un convertitore analogico-digitale (ADC, Analog to Digital Converter).
- Demodulazione QPSK
- Decodifica interna: si utilizza l'algoritmo di Viterbi.
- Deinterleaving esterno
- Decodifica esterna
- Riadattamento di MUX
- Demultiplazione MPEG-2 e decodifica di sorgente

Il segnale DVB-S, utilizzando frequenze elettromagnetiche più elevate rispetto alle telediffusioni terrestri, è soggetto a maggiore interferenza da parte dei disturbi da precipitazioni e la trasmissione diventa altamente disturbata o interrotta in casi di pioggia moderata o forte.